# Aconura oculata
Aconura oculata är en insektsart som beskrevs av Lindberg 1948. Aconura oculata ingår i släktet Aconura och familjen dvärgstritar. Inga underarter finns listade i Catalogue of Life.